# Gräfenroda
Gräfenroda is een plaats en voormalige gemeente in de Duitse deelstaat Thüringen, en maakt deel uit van de Ilm-Kreis.

## Geschiedenis
De gemeente maakte deel uit van de Verwaltungsgemeinschaft Oberes Geratal todat deze op 1 januari 2019 werd opgeheven. Gräfenroda werd de hoofdplaats van de op die dag gevormde gemeente Geratal.

## Geboren in Gräfenroda
Johann Peter Kellner (1705–1772), componist en organist
Johann Christoph Kellner (1736–1803), componist en organist, de zoon van Johann Peter Kellner
Johann Philipp Kirnberger (1721–1783), muziektheoreticus en componist
Johannes Ringk (1717–1778), componist en organist
- Daniel Graf (1981), biatleet

Arlesberg · Dörrberg · Frankenhain · Geraberg · Geschwenda · Gossel · Gräfenroda · Liebenstein